# ..due!
..due! är Uno Svenningssons andra studioalbum, som släpptes år 1996.

## Låtlista
1. Efter regn - 4.13
2. Istället går jag här - 3.49
3. Terese - 3.51
4. Månen är min vän  - 3.54
5. Där går en galning lös - 4.22
6. Farväl - 3.21
7. Under tiden - 4.02
8. En sökares hjärta - 3.31
9. Ta mig härifrån - 4.30
10. En sommar till - 3.28
11. Du är mitt liv - 3.40

## Singlar som släpptes i samband med detta album
- Be mig inte gå på vatten (endast släppt som singel)
- Istället går jag här
- Terese
- En sökares hjärta

## Listplaceringar
| Lista (1996-1997) | Topplacering |
| ----------------- | ------------ |
| Sverige           | 1            |